# Citoyens du futur
Citoyens du futur est une émission de télévision documentaire québécoise en huit épisodes de 13 minutes produite par Picbois Productions et présentée à partir du 16 avril 2021 sur la chaîne Savoir média.

## Concept
Lancée à quelques jours du Jour de la Terre, la série se penche sur l'impact environnemental de certains de nos gestes et comportements quotidiens et propose quelques pistes de solution pour faire face aux défis qu'ils engendrent. Mettant en vedette des jeunes provenant du réseau québécois des cégeps, elle témoigne d'un sentiment d'urgence d'agir au bénéfice de la planète.

## Épisodes
Chaque épisode aborde un enjeu environnemental spécifique : l'industrie de la mode, l'autonomie alimentaire, l'obsolescence, avoir des enfants ou non, l'électrification des transports, la biodiversité, la santé environnementale et la mobilisation citoyenne.

## Fiche technique
- Idée originale : Sophie Bernier et Karine Dubois
- Scénarisation : Marie-Pierre Chazel et Cyrielle Deschaud
- Production : Marie-Pierre Corriveau et Karine Dubois
- Réalisation : Cyrielle Deschaud
- Recherche : Marie-Pierre Chazel et Catherine Beaudoin
- Promotion et mise en marché : Cindy Labranche
- Direction photo : Jérémie Battaglia et Antoine Benhini
- Direction de production et postproduction : Catherine Lord
- Montage : Amélie Labrèche, Émilie Gaudet et Emma Bertin
- Conception sonore, montage et mixage : Alexis Demers
- Habillage graphique : Sarah Gobeil
- Motion design : Philippe Neveu
- Postproduction : PMT
- Colorisation : Vickie-Lynn Roy
- Montage en ligne : Rébécca Gagnon-Paolitto
- Soutien financier : Fonds Bell (en), Société de développement des entreprises culturelles, Crédit d'impôt cinéma et télévision et Crédit d'impôt pour production cinématographique ou magnétoscopique canadienne.